# アルベルト・グラナード
アルベルト・グラナード・ヒメネス（Alberto Granado Jiménez、1922年8月8日 - 2011年3月5日）は、アルゼンチン生まれで、おもにキューバで活躍した生化学者、医師、作家。チェ・ゲバラとは南米周遊旅行をともにした親友であり、キューバのサンチャゴ医学校(Escuela de Medicina de Santiago de Cuba)の創設者である。著書のひとつは『Con el Che por Sudamerica (トラベリング・ウィズ・ゲバラ)』である。この本は、2004年の映画『モーターサイクル・ダイアリーズ』の制作においても参照されており、映画では主演のゲバラ役をガエル・ガルシア・ベルナル、グラナード役をロドリゴ・デ・ラ・セルナが演じた。年老いたグラナード本人も、映画のエンディングに短く登場する。

## 生い立ち
グラナードは1922年8月8日に、アルゼンチンのコルドバ州エルナンド（Hernando）で、アルゼンチンの鉄道会社に聖職者として雇用されていたスペイン人の父ディオニシオ・T・グラナード(Dionisio T. Granado)と、母アデリーナ・ヒメネス・ロメーロ(Adelina Jiménez Romero)の間に生まれた。1930年、ホセ・フェリクス・ウリブルがイポリト・イリゴージェン率いる急進市民同盟政権を倒した後、父が労働組合の戦闘的な活動家であったことから、グラナード一家はサンタフェ州ビラ・コンスティテュシオン(Villa Constitución)に転居を強いられた。1931年、グラナードは親元を離れてコルドバの祖父母の下に送られ、1940年にはコルドバ国立大学に入学し、化学と生化学を学んだ。
グラナードが初めてエルネスト・"チェ"・ゲバラ・デ・ラ・セルナに会ったのは、ゲバラ家がコルドバに移った後の、1945年のことであった。このときグラナードは、高校での生徒の蜂起に関わっていたとして警察に拘束されていた。グラナードの兄弟トマスが留置場へ面会に来たとき、一緒についてきたのがゲバラであった。
1943年、グラナードは、フアン・ペロン将軍への政治的抗議活動に関わり、1年間投獄された。1947年から1951年にかけては、臨床研究室と、コルドバ州サン・フランシスコ・デル・チャニャール（San Francisco del Chañar）のハンセン病療養所で学んだ。ゲバラは、サン・フランシスコ・デル・チャニャールにいたグラナードを尋ねて行ったことがあった 。グラナードは生化学で理学修士号を獲得し、ブエノスアイレスのマルブラン研究所( Instituto Bacteriológico "Carlos G. Malbrán")で学ぶための奨学金を獲得した。

## 南米と欧州の旅

1952年6月、アマゾン川で木製の筏「マンボ＝タンゴ号」に乗るグラナード（左）とゲバラ（右）。この筏は、彼らが治療に当たったハンセン病の患者たちから贈られたものだった。

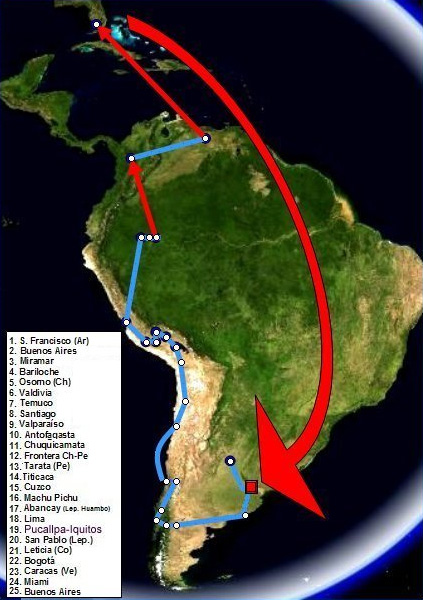
グラナードがゲバラと同行した旅のルート。赤い矢印は飛行機による移動。グラナードがゲバラに同行したのはベネズエラまで。

1951年12月29日から1952年7月まで、グラナードは愛用していたノートン製の 500cc のオートバイ「ポデローサ2世 (Poderosa II)」に乗り、ゲバラと一緒に南米周遊の旅に出た。このとき2人はどちらも日記をつけていた。ふたりはペルーのロレート県イキトス近郊にあるサン・パブロのハンセン病療養所に滞在した。彼らは、無権利状態に置かれた先住民たちの貧困と、安価で基本的な医療さえ利用できない状況を目の当たりにした。この経験はふたりに、それぞれの将来の仕事を認識させた—ゲバラは革命的政治活動、グラナードは実用的な科学を目指すことになった。
グラナードの旅は、ベネズエラのカラカスで終わった。彼はこの地に留まり、マイケティーア(Maiquetía)のカーボ・ブランコ(Cabo Blanco)にあるハンセン病療養所で働くことになった。ゲバラは旅を続け、マイアミまで行き、それからブエノスアイレスに戻って、医学部の卒業を目指した。
1955年、グラナードは、ローマにある高等衛生研究院(Istituto Superiore di Sanità)の奨学金を得て欧州に渡った。欧州滞在中は、フランス、スペイン、スイスを訪問した。帰国したグラナードは、デリア・マリア・ドゥク・ ドゥクと結婚した。

## キューバでの業績
1960年、グラナードはゲバラから招待され、初めてキューバを訪れた。1年後、彼は家族を連れてキューバに移り、ハバナ大学の医学部で生化学の教授となった。同年には、基礎・予防医学研究所の創設者のひとりにもなっている。1962年、グラナードは同僚たちとともにサンチャゴ大学にキューバで2番目の医学部を創設し、1970年から1974年まで、上級教授として在職した。
1975年から1986年にかけての時期に、グラナードは生化学で博士号を取得し、モスクワで開催された遺伝学の世界会議に出席した。また、当時のレニングラードで開催された生物多形性会議にも出席し、ホルスタイン牛の熱帯における飼育の議論に大きく関わった。1978年には、ゲバラと同行した1951年から1952年にかけての南米旅行についての手記『Con el Che por Sudamerica』をスペイン語、イタリア語、フランス語で公刊した。
1986年から1990年まで、グラナードはキューバ遺伝学協会の創設に関わり、会長を務めた。
1991年から、引退する1994年まで、グラナードはベネズエラやスペインの大学で、これまで行なってきた研究の検証や方法論的検討に時間を費やした。1997年には、キューバとの連帯、ゲバラ思想の国内外への普及を図る運動に参加した。
2002年から2003年にかけて、グラナードは、彼の手記『Con el Che por Sudamerica』と、ゲバラの死後、1967年に刊行されたゲバラの残した記録をもとにした、ウォルター・サレス監督の映画『モーターサイクル・ダイアリーズ』の制作現場に同行し、助言を与えた。映画のエピローグでは、グラナード自身がカメオ出演している。グラナードの手記が最初に英語で公刊されたのは、2003年で、この翻訳には『Travelling with Che Guevara: The Making of a Revolutionary』という題がつけられた。
2008年には、アルゼンチンのロサリオで開催されたゲバラの生誕80周年記念式典に出席した。

## チェについて
何より素晴らしいと思うのは、チェの正直さだ—それに、否定的なものを肯定的なものに変えてしまう能力もすばらしかった。...彼は妥協しなかった。彼に見えていたものを共有し、それを信じなければ、容易なことではなかった。
映画『My Best Friend』のプロデューサーであったクレア・ルインスが、今もゲバラが魅力的であり続けているのはなぜだと思うか、とグラナードに尋ねたとき、彼はこう答えている。
彼は、自分が公正と考えたもののために闘い、死んだので、若い人々にとって、彼は見習うべき存在になっている。そして、時が流れ、世界の国々がますます腐敗した連中に支配されるようになっているとき...チェの人格は、いよいよ大きく、偉大になってきていて、真似されるべき人物になっている。彼は崇められたりするような神ではなく、私たちが見習うことができる、常に最善を尽くした模範的な人間なのだ。

### 著書『El Che Confía En Mí』
2010年2月、新たな書籍『El Che Confía En Mí』が新たにスペイン語で刊行されるという発表が出版社Abrilから発表された。この本は、著者であるロサ・マリア・フェルナンデス・ソフィア(Rosa María Fernández Sofía)が、グラナードに対して行なった一連のインタビューを踏まえて構成されている。著者は次のように述べている。
"この物語は、エルネストが14歳、アルベルトが20代のときからの友人であるふたりの、共有された友情を追い、共有された夢、共有され日々、そして南米を駆け抜ける彼らの大冒険、さらに旅の後に別々の道を進んだ彼らに起こったことを素描しています。...この本には、チェの死、その遺骸のキューバへの帰還、キューバ革命とキューバに生きる人々が直面するあらゆる困難な局面についての、グラナードの見解が盛り込まれています。
グラナードは、2011年3月5日に、88歳で老衰により亡くなった。彼の死は、ゲバラの有名な肖像写真「英雄的ゲリラ」が撮影されてから51年が経ってからの出来事であった。グラナードは、遺灰をアルゼンチン、ベネズエラ、キューバにまくよう遺言した。